# Dương Khắc Linh
Dương Khắc Linh (sinh ngày 20 tháng 3 năm 1980) là một nam nhạc sĩ kiêm nhà sản xuất thu âm người Việt Nam.

## Tiểu sử
Dương Khắc Linh quê gốc ở Phú Yên, anh được sinh ra tại Philippines nhưng lớn lên và học tập tại Hà Lan. Năm 12 tuổi, anh thi đậu Nhạc viện tại Hà Lan và gắn bó với piano cổ điển trong 15 năm. Anh theo học Trường nghệ thuật Utrecht ở Hilversum (Hà Lan) và tốt nghiệp năm 2004 với tấm bằng Thạc sĩ. Năm 2004, Dương Khắc Linh tiếp tục lấy bằng Thạc sĩ chuyên ngành sáng tác tại trường Đại học Portsmouth (Anh) và năm 2006, Dương Khắc Linh nhận được thêm bằng Thạc sĩ lý luận với luận án về Công nghệ âm nhạc ở Việt Nam. Sau khi tốt nghiệp, Dương Khắc Linh đầu quân cho một công ty ghi âm tại Hà Lan, ngoài ra anh cũng viết nhạc, sáng tác các ca khúc R&B, hip-hop cho các ca sĩ Hà Lan, Pháp và Mỹ.
Năm 2007, Dương Khắc Linh trở về Việt Nam với mục đích ban đầu là hoàn thành luận án tốt nghiệp âm nhạc Việt và làm người phiên dịch cho 2 nhạc sĩ người Hà Lan trong buổi phỏng vấn với nhạc sĩ Đức Trí và sau đó được Đức Trí mời hợp tác và làm việc tại Music Faces, dự án âm nhạc của ca sĩ Hồ Ngọc Hà chuyển sang dòng nhạc R&B – Xin hãy thứ tha (My Apology) đã giúp Dương Khắc Linh được biết đến nhiều hơn. Sau dự án này, anh cũng quyết định về Việt Nam lập nghiệp.
Dương Khắc Linh sau đó tiếp tục hợp tác với Đức Trí sản xuất album cho các ca sĩ như Hồ Ngọc Hà, Lê Hiếu, Hà Anh Tuấn, Thảo Trang, Phương Vy. Năm 2010, Dương Khắc Linh tách khỏi Music Faces và thành lập hãng thu âm Early Risers và đã tạo ấn tượng với khán giả qua sự hợp tác với các ca sĩ như: Thanh Bùi, Hồ Ngọc Hà, Hà Anh Tuấn và Trang Pháp.
Ngoài ra, anh còn tích cực hoạt động trong ngành giải trí với vai trò là Giám đốc âm nhạc, Giám khảo, Cố vấn âm nhạc cho các chương trình truyền hình như: The Winner is, Tôi dám hát, Sáng bừng sức sống, Vietnam Idol, Giọng hát Việt nhí và Nhân tố bí ẩn.
Ngoài ra Dương Khắc Linh từng bị cộng đồng mạng chỉ trích với nghi án đạo nhạc. "Đừng như thói quen" từng bị CĐM chỉ trích trong thời gian dài.

## Sự nghiệp
- Năm 1998: Anh bắt đầu làm việc tại Quiet Storm Hà Lan, trong các dự án sản xuất âm nhạc đa dạng: R&B, hiphop, rock, pop và classical.
- Năm 2004: Tốt nghiệp Thạc sĩ Công nghệ Âm nhạc, Utrecht School of the Arts tại Hilversum.
- Năm 2006: Nhận bằng "Thạc sĩ Triết học" của Đại học Portsmouth với luận án về lĩnh vực công nghệ âm nhạc ở Việt Nam.
- Năm 2007: Bắt đầu làm việc tại Music Faces, sản xuất album cho các nghệ sĩ tài năng nhất của Việt Nam như Hồ Ngọc Hà, Hà Anh Tuấn, Phạm Anh Khoa và Suboi.
- Năm 2010: Rời khỏi Music Faces, anh hợp tác với một số nghệ sĩ tên tuổi, mở công ty sản xuất nghệ thuật, quản lý các nghệ sĩ như Thảo Trang, Trang Pháp, Hà Okio, Antoneus Maximus và Kathy Uyên.
- Thực hiện vai trò giám đốc âm nhạc cho các bộ phim, những bài hát được sản xuất cho một số phim Box Office lớn nhất của Việt Nam trong "Để Mai tính" và "Long Ruồi".
- Năm 2012: Gia nhập Soul Entertainment. Tập trung vào các dự án mang tầm quốc tế ở châu Á và Mỹ.
- Năm 2013 – 2016: Mở công ty giải trí riêng chuyên sản xuất âm nhạc. Công ty TNHH Sản Xuất Nghệ thuật Tương Lai chuyên cung cấp các sản phẩm âm nhạc chất lượng cao cho các nghệ sĩ, TVC show, chiến dịch từ thiện, phim tại Việt Nam và ở nước ngoài.

## Sản phẩm âm nhạc
Danh sách này không đầy đủ, bạn cũng có thể giúp mở rộng danh sách.
- Anh Ở Đâu - Minh Hằng
- Bartender - Hà Anh Tuấn
- Bỏ Lại Phía Sau - Thái Trinh
- Buông Tay Đi - Phương Thanh
- Bye Bye - Oplus
- Cánh Hồng Phai - Trấn Thành
- Có Lẽ - Thái Trinh
- Cô Ấy Sẽ Không Yêu Anh Như Em - Thu Minh
- Cô Đơn Mình Tôi (nhạc phim Quý Cô Thừa Kế) - Sara Lưu, Ivone
- Cố Lên Cố Lên (bài hát hưởng ứng phòng chống dịch COVID-19) - V-GEN
- Cổ Tích Đời Thật - Jaykii, Phạm Quỳnh Anh, Shontelle, Sara Lưu
- Chạm - Ưng Hoàng Phúc
- Chẳng Để Em Xa Anh - Đức Phúc
- Chỉ Có Tình Yêu Ở Lại (nhạc phim Lôi Báo) - (S)TRONG Trọng Hiếu
- Chỉ Làm Trai (nhạc phim Trạng Quỳnh) - P336
- Da Trắng Vỗ Bì Bạch (nhạc phim Trạng Quỳnh) - P336
- Dành Cho Anh - Thái Trinh
- Don't Want You (nhạc phim Chiến Dịch Chống Ế 2) - Sỹ Thanh
- Duy Nhất Cho Em (nhạc phim Trạng Quỳnh) - Sara Lưu
- Đắng (nhạc phim Giải Mã NT56) - Ngọc Trinh
- Để Rồi Tổn Thương - Sara Lưu, Jaykii
- Đi Xuyên Thời Gian - Sara Lưu
- Điện Máy Xanh - Nhiều nghệ sĩ
- Định Mệnh Nào Cho Em - Tú Vi
- Đồng Xanh - Vy Oanh
- Đừng Đi - Hồ Ngọc Hà
- Đừng Như Thói Quen - Jaykii, Sara Lưu
- Đừng Quay Bước Đi - Hồng Nhung, Thanh Bùi
- Đường Về Xa Xôi - Thanh Bùi
- Em Còn Lại Gì - Sara Lưu
- Em Không Cần Anh Đâu - Hồ Quỳnh Hương
- Feel The Life - Thảo Trang
- Fly - Vy Oanh
- Follow Your Dream (Vietnamese Version) - Miko Lan Trinh
- Giọt Buồn Để Lại - Hakoota Dũng Hà
- Giữ Lấy Tháng Năm - Thanh Bùi
- Hãy Thứ Tha Cho Em - Hồ Ngọc Hà
- Hello Ho Chi Minh City
- Hương Rừng - Vy Oanh
- I'm LaVy - Phương Vy
- I Want You Girl - 365
- I Want Your Body - Windy Quyên
- Is It Love - Thái Trinh
- Khi Anh Bên Em (nhạc phim Quý Cô Thừa Kế) - Sara Lưu
- Khi Chúng Ta Không Còn Thương Nhau Nữa - Lưu Hiền Trinh
- Không Quan Tâm - Minh Như
- Live For This Moment - Charmy Pham
- Lớn Rồi Còn Ham Lì Xì - Sara Lưu, bé Minh Hằng
- Mãi Thanh Xuân - Dương Hoàng Yến
- Mẹ Ơi Đừng Bỏ Con (nhạc phim Bệnh Viện Ma) - Bùi Hà My
- Miền Yêu Thương - Thảo Trang
- Model (Take My Picture) - Vũ Hà Anh
- Món Quà Đầu Tiên[note 1] - Sara Lưu
- Nắng Tháng Giêng (nhạc phim Mặt Trời Mùa Đông) - Tăng Phúc
- Ngày Có Cầu Vồng (nhạc phim Thần Tiên Cũng Nổi Điên) - Trung Quân
- Nhan Sắc Việt Nam (bài hát chủ đề cuộc thi Hoa hậu Việt Nam) - Nhiều nghệ sĩ
- Như Là Mơ (nhạc phim Long Ruồi) - Trang Pháp, Hà Okio
- Như Là Cơn Gió Qua - Tú Vi
- Như Ngày Nào - Satila Hồng Vịnh
- Những Ngày Em Cho (nhạc phim Hạnh Phúc Bị Đánh Cắp) - Vũ Thảo My
- Nếu Thời Gian Trở Lại - Trang Pháp
- Out Of Control - Tia Hải Châu
- Papa - Hồng Nhung
- Quên Đi - X5
- Rainbow Shine - Suboi
- Run For The Heart - Hà Nhi
- Sao Phải Khóc - Johnny Dương
- Sẽ Mãi Bên Nhau - Hồ Ngọc Hà
- Sống Như Ta 20 - Thu Minh
- Stronger Together (Apollo Silicone's Song) - Thu Phương
- Tâm An Lạc - Sara Lưu
- Tết Cho Mọi Nhà - Phạm Quỳnh Anh, Hoàng Phương, bé Nguyễn Đức Khôi, bé Vũ Linh Đan, bé Lương Trương Quỳnh Anh, bé Ngô Minh Hằng
- The First Day At School (Ngày Đầu Con Đến Lớp) - Sara Lưu
- Theo Dấu Chân Em - Sara Lưu, Danny Nguyễn
- Thiếu Một Tình Yêu - Lê Hiếu
- This Love - Thảo Trang
- This Is My Destiny - Linh Đan
- Tiểu Thư Cá Tính - Chi Pu
- Tìm Lại Tình Yêu - 365, X5
- Tình Về Nơi Đâu - Thanh Bùi, Tata Young
- Tốc Độ (nhạc phim Tốc Độ Và Đường Cong) - Trang Pháp
- V - Mr. Hưng and Black Infinity Band, Mr. Lê Hoàng (Metalmorph), Cối Kê, Chi Pu, Gil Lê, Hoàng Tôn, Khổng Tú Quỳnh, Only C, Băng Di, Sỹ Thanh, Ngọc Thảo, Nam Cường, Đàm Phương Linh, Karik, Trang Pháp, Trung Quân, 365, Hằng BingBoong, Cường Seven, Khả Ngân, Quốc Thiên, Bích Phương, JustaTee
- Vì Người Gian Dối - Hồ Ngọc Hà
- Vì Sao Anh Cố Giấu - Charmy Pham
- We Are The Future - Phạm Quỳnh Anh, Dương Khắc Linh, bé Nguyễn Đức Khôi, bé Vũ Linh Đan, bé Lương Trương Quỳnh Anh, bé Ngô Minh Hằng, bé Vương Hồng Thúy, bé Huỳnh Phạm Thanh Tâm, bé Trần Thị Diệp Nhi
- Why Did You Lie - Hà Anh Tuấn
- Xin Đừng Lặng Im - Soobin
- Xin Hãy Thứ Tha - Hồ Ngọc Hà
- Yêu Là Như Thế (nhạc phim Hạnh Phúc Bị Đánh Cắp) - Anh Tú
- Yêu Và Yêu (nhạc phim Bệnh Viện Ma) - Erik

## Giải thưởng
- Năm 2010: Top 10 nhạc sĩ của Việt Nam – giải thưởng Làn Sóng Xanh
- Năm 2011: Men of The Year Award
- Năm 2011: Top 10 nhạc sĩ của Việt Nam – giải thưởng Làn Sóng Xanh
- Năm 2012: Top 10 nhạc sĩ của Việt Nam – giải thưởng Làn Sóng Xanh
- Năm 2012: Bài pop hay nhất, Đồng Xanh - Vy Oanh
- Năm 2013: Top 10 nhạc sĩ của Việt Nam – giải thưởng Làn Sóng Xanh
- Năm 2013: single hay nhất - Hãy Tha Thứ Cho Em - Hò Ngọc Hà
- Năm 2014: Hoà âm hay nhắt: Bài Hát Việt
- Năm 2015: Top 10 nhạc sĩ của Việt Nam – giải thưởng Làn Sóng Xanh
- Năm 2017: Top 10 nhạc sĩ của Việt Nam – giải thưởng Làn Sóng Xanh
- Năm 2017: Best Song 'Xin Dung Lang Im' - Soobin - KEENG MUSIC AWARDS
- Năm 2018: Top 10 nhạc sĩ của Việt Nam – giải thưởng Làn Sóng Xanh
- Năm 2018: Best song pop song award ‘Khong Giu Duoc Em’ Ali Hoang Duong from KEENG AWARD
- Năm 2019: Best soundtrack phim Trạng Quỳnh - Cánh Diều Vàng